# Norra sjö
Norra sjö är en sjö i Osby kommun och Älmhults kommun i Skåne och ingår i Helge ås huvudavrinningsområde. Sjön har en area på 0,168 kvadratkilometer och ligger 88,5 meter över havet. Sjön avvattnas av vattendraget Helge å.

## Delavrinningsområde
Norra sjö ingår i det delavrinningsområde (625975-138188) som SMHI kallar för Ovan Lillån. Medelhöjden är 114 meter över havet och ytan är 23,46 kvadratkilometer. Räknas de 62 avrinningsområdena uppströms in blir den ackumulerade arean 1 639,66 kvadratkilometer. Avrinningsområdets utflöde Helge å mynnar i havet. Avrinningsområdet består mestadels av skog (67 %) och jordbruk (15 %). Avrinningsområdet har 0,22 kvadratkilometer vattenytor vilket ger det en sjöprocent på 0,9 %.